# Җ
Җ, җ, Меко Ж или Ж с камшиче, е буква от кирилицата. Обозначава съгласните звукове /ʓ/ ([жь]) или /ʤ/ ([дж]). Използва се в татарския, каликския и дунганския езици. В латинския вариант на татарската азбука буквата Җ се представя от C. До 1991 година буквата Җ се използва и в туркменския език, където е заменена от Ž. През 1918 година Василий Молодцов включва буквата Җ в своята азбука, предназначена за коми езика (виж Молодцовска азбука). Транслитерира се на латиница като Zh, а в пинин ѝ съответства J. До 1953 година вместо Җ се използва Z̧
Буквата Җ произлиза от кирилското Ж, към което е добавен десцендер (камшиче). Съoтветстващи кирилски букви на Җ са Џ, Ӂ, Ӝ и Ҹ.